# Zero Day
Zero Day ist eine US-amerikanische Politthriller-Miniserie nach einer Idee von Eric Newman, Noah Oppenheim und Michael Schmidt, die am 20. Februar 2025 durch den Streaminganbieter Netflix veröffentlicht wurde. In der Hauptrolle als fiktiver Ex-Präsident George Mullen ist Robert De Niro zu sehen.

## Handlung
Aufgrund eines verheerenden Cyberangriffs mit zahlreichen Toten genehmigt der US-Kongress eine Zero Day-Kommission, um die Verantwortlichen ausfindig zu machen. Die amtierende US-Präsidentin Evelyn Mitchell lässt daher ihren Amtsvorgänger George Mullen aus dem Ruhestand zurückholen und beauftragt ihn mit der Aufklärung. Dieser gerät jedoch bald in ein Netz unentdeckter Lügen und Verschwörungen.

## Episode 1
In seiner Residenz in New York, nördlich von New York City, nahe der Tappan Zee Bridge, erhält der ehemalige Präsident George Mullen Besuch von Anna Sindler, einer angehenden Ghostwriterin für seine Memoiren. Sindlers Auto wird an einem Bahnübergang von einem Zug erfasst, während Energie-, Telekommunikations- und Verkehrsnetze von einem massiven landesweiten Cyberangriff, genannt „Zero Day“, betroffen sind, der Katastrophen mit Tausenden Todesopfern verursacht. Nach einer leidenschaftlichen Rede über die Katastrophenhilfe in New York City ernennt ihn Präsidentin Evelyn Mitchell zum Leiter der Zero-Day-Kommission, die den Angriff untersucht – trotz des Widerstands seiner Tochter Alexandra Mullen, der Kongressabgeordneten. Nach einem Briefing von CIA-Direktor Jeremy Lasch erhält Mullen Informationen von Natan, einem ehemaligen Mossad-Agenten, dass Russland dafür verantwortlich ist. Mullen erlebt ungewöhnliche Ereignisse, darunter mysteriöse Musik und die Entdeckung Sindlers in einer Menschenmenge. Sein Nichterkennen eines in seinem Safe zurückgelassenen Notizbuchs oder eines seiner Hausangestellten führt zu wütenden Auseinandersetzungen, deren Geisteszustand unbekannt bleibt.

## Besetzung und Synchronisation
Die deutschsprachige Synchronisation entstand bei FFS Film- & Fernseh-Synchron in Berlin nach Dialogbüchern von Tobias Göttfert sowie Christoph Cierpka, der auch die Dialogregie führte.
| Rolle             | Schauspieler         | Porträt | Beschreibung                                                     | Synchronsprecher   |
| ----------------- | -------------------- | --- | ---------------------------------------------------------------- | ------------------ |
| George Mullen     | Robert De Niro       | Robert De Niro Portrait Foto 2016 in Cannes mit blauem Hemd | ehemaliger US-Präsident und Leiter der neuen Zero Day-Kommission | Christian Brückner |
| Alexandra Mullen  | Lizzy Caplan         | Lizzy Caplan auf dem PaleyFest 2014 mit rüschenbesetztem Oberteil und einem dezenten Ansteckmikrofon am Ausschnitt, welches mit einem schwarzen kleinen Kabel im Halsausschnitt verschwindet | Kongressabgeordnete und Mullens Tochter                          | Sanam Afrashteh    |
| Roger Carlson     | Jesse Plemons        | Jesse Plemons im rot-weiß karierten Hemd in einem Sakko – Portraitfoto | ehemaliger enger Mitarbeiter Mullens                             | Nico Sablik        |
| Sheila Mullen     | Joan Allen           | Portraitfoto von Joan Allen auf dem internationalen Toronto Filmfest 2000 im schwarzen Oberteil und rubinroten Ohrringanhängern                                                              | ehemalige First Lady                                             | Eva Kryll          |
| Valerie Whitesell | Connie Britton       | Connie Britton bei den Golden Globes 2013 im schulterfreien silbernden Kleid mit langem silbernden Ohrenanhänger                                                                             | ehemalige Stabschefin Mullens                                    | Melanie Pukaß      |
| Evan Green        | Dan Stevens          | Dan Stevens auf der CinemaCon in Las Vegas 2024 im roten Jacket, schwarzen Hemd, schwarze Brille mit rötlichen Gläsern und Ohrring mit silbernen Anhänger                                    | Moderator einer politischen TV-Sendung                           | Tim Knauer         |
| Jeremy Lasch      | Bill Camp            | Bill Camp auf der U.S. premiere von Woman Walks Ahead2018 auf dem Tribeca Film Festival schwarzes Jacket und grünem Hemd.                                                                    | Direktor der Central Intelligence Agency                         | Douglas Welbat     |
| Carl Otieno       | McKinley Belcher III | | führender Ermittler der Zero Day-Kommission                      | Peter Sura         |
| Monica Kidder     | Gaby Hoffmann        | Gaby Hoffman auf einer Filmpremiere 2015. | Silicon Valley Milliardärin                                      | Anna Grisebach     |
| Robert Lyndon     | Clark Gregg          | Clark Gregg 2019 auf der WonderCon in Anaheim, California mit weißem Hemd | Milliardär                                                       | Marcus Off         |
| Natan             | Mark Ivanir          | Portrait Mark Ivanir grüner Hintergrund bekleidet mit schwarzen langärmligen Pulli | alter Vertrauter Mullens                                         | Stephan Schwartz   |
| Melissa Kornblau  | Mozhan Marnò         | Mozhan Marno, Brooklyn lässig im Sessel sitzende angewinkelte Knie, schwarze Hose und schwarze Bluse                                                                                         | Mitarbeiterin der Zero Day-Kommission und Pressesprecherin       | Svantje Wascher    |
| Richard Dreyer    | Matthew Modine       | Matthew Modine spricht auf der San Diego Comic-Con in Jeansjacke. Haare mit einem blauen Stirntuch zusammengehalten.                                                                         | Speaker of the House                                             | Philipp Moog       |
| Evelyn Mitchell   | Angela Bassett       | Angela Bassett auf der San Diego Comic Con 2015. Vor einem Mikrofon sitzend im gelben weitausgeschnittenen Oberteil und silbrigen Ohrringen mit großem Durchmesser                           | amtierende US-Präsidentin                                        | Anke Reitzenstein  |

## Produktion
Im November 2022 kamen erstmals Berichte über die Miniserie auf, deren Geschichte durch Eric Newman, Noah Oppenheim und Michael S. Schmidt konzipiert wurde; zudem wurde der zweifache Oscarpreisträger Robert De Niro als Darsteller für das Projekt gehandelt. Der Streaminganbieter Netflix bestätigte das Projekt im März 2023, als Regisseurin der insgesamt sechs Episoden wurde Lesli Linka Glatter engagiert. Die Drehbücher schrieben Oppenheim und Schmidt, Roberto Patino, Dee Johnson und Eli Attie.
Neben De Niro wurden im April 2023 Lizzy Caplan, Jesse Plemons, Joan Allen und Connie Britton besetzt, im Dezember 2023 folgten die Verpflichtungen von Angela Bassett, Bill Camp, Matthew Modine, Dan Stevens, McKinley Belcher III, Gaby Hoffmann, Mark Ivanir und Clark Gregg. Im Februar 2024 wurde zudem die Beteiligung von Mozhan Marnò in einer wiederkehrenden Rolle öffentlich.
Die Dreharbeiten wurden im Juni 2023 aufgrund des SAG-AFTRA-Streiks unterbrochen und konnten erst zu einem späteren Zeitpunkt fortgesetzt werden.
Im November 2024 wurde die Serie schließlich für den 20. Februar 2025 angekündigt. Die Veröffentlichung eines Teaser Trailer erfolgte am 22. Januar 2025.

## Episodenliste
| Nr. (ges.) | Nr. (St.) | Deutscher Titel | Originaltitel | Drehbuch                                                                             |
| --- | --------- | --------------- | ------------- | ------------------------------------------------------------------------------------ |
| 1 | 1         | Folge 1         | Episode 1     | Noah Oppenheim & Eric Newman Idee: Noah Oppenheim & Eric Newman & Michael S. Schmidt |
| 2 | 2         | Folge 2         | Episode 2     | Noah Oppenheim & Eric Newman                                                         |
| 3 | 3         | Folge 3         | Episode 3     | Roberto Patino                                                                       |
| 4 | 4         | Folge 4         | Episode 4     | Eli Attie                                                                            |
| 5 | 5         | Folge 5         | Episode 5     | Dee Johnson                                                                          |
| 6 | 6         | Folge 6         | Episode 6     | Noah Oppenheim & Eric Newman                                                         |
| Am 20. Februar 2025 wurde die komplette Miniserie durch Netflix veröffentlicht, die Regie übernahm bei allen Episoden Lesli Linka Glatter. |           |                 |               |                                                                                      |

## Rezeption

### Kritiken
Zero Day konnte 53 % der 77 bei Rotten Tomatoes gelisteten Kritiker überzeugen. Bei Metacritic erhielt die Miniserie basierend auf 37 Rezensionen einen Metascore von 52 von 100 möglichen Punkten.